# 天主教波士顿总教区性虐待丑闻
天主教波士頓總教區性虐待醜聞（英語：Catholic Archdiocese of Boston Sex Abuse Scandal）是發生在美國一系列天主教會性虐待案件中的一部分，這些案件揭露了美國天主教會內普遍存在的犯罪行為。2002年初，《波士頓環球報》公佈了一項調查結果，該調查結果導致五名天主教神父被刑事起訴，並將天主教神職人員對未成年人的性虐待推向了全國的聚光燈下。 另一位涉嫌焦點醜聞的被告神父也認罪。 《波士頓環球報》的報道鼓勵了其他受害者提出虐待指控，這引發了眾多的訴訟和刑事案件。
隨後的調查和指控揭示了美國許多大型教區存在著性虐待和對其的掩蓋行為。對於天主教會來說，最初似乎是一些孤立的虐待案件變成了全國性的醜聞，然後是全球性的危機。
最終，大量證據很明顯證實，天主教會的神父及修道會成員對未成年人進行了大規模的性虐待，以至於這幾十年來的指控達到了數千人。儘管據報導大多數案例發生在美國；但受害者也出現在其他國家，如愛爾蘭、加拿大、澳大利亞和新西蘭。導致情況變得越發嚴重的一個主要原因在於天主教會的主教對這些罪行進行包庇並將被告重新分配到其他教區，因此他們得以繼續與年輕人在無人監督的情況下接觸，從而允許施虐者繼續他們的罪行。
《波士頓環球報》對這起醜聞的調查名為“焦點調查：天主教會中的虐待”。其深度報導是2015年湯瑪士·麥卡錫的電影《驚爆焦點》的中心主題，該片獲得了包括最佳影片在內的兩項奧斯卡獎。

## 事件歷史

### 報道曝光
2002年，美國馬薩諸塞州波士頓地區的5名天主教司鐸（神父）（約翰·傑沃漢、約翰·漢隆、保羅·尚利、羅伯特·文森特·蓋勒及耶穌會神父詹姆斯·塔爾博特）受到刑事指控，他們最後都被定罪並被判入獄。

## 外部連接
- 焦點調查存檔在波士頓環球報網站